# Емануел Макрон
Емануел Жан-Мишел Фредерик Макрон (фр. Emmanuel Jean-Michel Frédéric Macron; Амјен, 21. децембар 1977) француски је политичар, економиста и тренутни председник Француске и су-кнез Андоре. Бивши јавни службеник и инвестициони банкар, Макрон је студирао филозофију на универзитету Париз-Нантер а дипломирао на школи за националну администрацију 2004. године. Радио је као финансијски инспектор при Генералном инспекторату за финансије и као инвестициони банкар у Rothschild & Cie Banque, огранку француске Rothschild & Co банке.
Као члан Социјалистичке партије од 2006. до 2009, Макрон је постављен за заменика генералног секретара у првој влади Франсое Оланда 2012. године. Постао је министар економије, индустрије и дигиталних послова у другој влади Мануела Валса. Као министар покренуо је реформе са циљем побољшавања пословне климе у Француској.
Дао је оставку на место министра 2016, како би се посветио својој председничкој кандидатури на изборима за председника француске. Новембра 2016. објавио је да ће се кандидовати као независни кандидат а потом је формирао партију Република у покрету.
Макрон је описан као центристички, проевропски кандидат. У својој изборној кампањи, Макрон се залагао за економске реформе.
У првом кругу председничких избора 23. априла 2017, Макрон је освојио 24,01% гласова и заједно са кандидаткињом Националног фронта, Марин Ле Пен, ушао у други круг.
У другом кругу избора 7. маја, Макрон је победио Ле Пенову освојивши 66,10% гласова, тако поставши најмлађи председник Француске у модерној историји и најмлађи шеф Француске државе после Наполеона.

## Детињство и образовање
Макрон је рођен у Амијену, граду на северу Француске, у породици лекара. Његови родитељи развели су се 2010. Макрон има брата Лорента и сестру Естелу. Пошто његова породица није била религиозна, Макрон је крштен у католичкој цркви на сопствени захтев када му је било дванаест година.
Похађао је језуитску школу Ла Провиденс у Амијену, док је последњу годину завршио у престижној приватној средњој школи Анри IV у Паризу. Док је похађао средњу школу у Паризу, отпочео је дугогодишњу везу са својом тадашњом професорком глуме, Брижит. Макрон и Брижит венчали су се 2007. године.
Студирао је међународну политику и јавну службу на престижној Великој школи (фр. Grande école) Париском институту за политичке студије. За време студија, радио је као уреднички помоћник француског филозофа и историчара Пола Рикера.
Макрон је дипломирао на мастер студијама 2001. на Париском институту за политичке студије, на теми јавна политика. Такође је дипломирао мастер из филозофије на универзитету Париз-Нантер.
Три године касније, 2004. дипломирао је на угледној Националној административној школи (фр. École Nationale d’Administration), коју су завршила два бивша француска председника (Жак Ширак и Франсоа Митеран) као и многи будући високи званичници.

## Професионална каријера
Макрон је отпочео каријеру као Финансијски инспектор при француском министарству економије након што је дипломирао на Националној административној школи 2004. године. Две године касније понуђено му је место директора Националног пословног покрета Француске, али је одбио.
Макрон је 2008. платио 50.000 евра на име раскида уговора са владом. Исте године, напустио је место финансијског инспектора и почео да ради за француски огранак Ротшилд финансијске групе као инвестициони банкар.

### Банкарски сектор
Брзо напредујући, Макрон је 2012. уговорио Нестлеово преузимање велике америчке мултинационалне фармацеутске корпорације Фајзер, вредно 12 милијарди долара. Захваљујући овом послу, Макрон је наводно зарадио 2,9 милиона евра. Званични документи показују да је Макрон између 2009. и 2013. године зарадио око 3 милиона евра.
Док је још радио за Ротшилд и ко. банку, Макрон се придружио кампањи Франсое Оланда, који је тада био кандидат на председничким изборима 2012.
Са Оландом се први пут срео 2006. а његовом тиму се придружио 2010. године.

## Политичка каријера
Свој политички ангажман, Макрон је отпочео још у младости. Радио је за Републикански и грађански покрет, али није постао његов члан. Радио је и као асистент Жоржа Сара, градоначелника париског једанаестог арондисмана, док је студирао на Париском институту за политичке студије. Постао је члан Социјалистичке партије Француске са 24 године.

### Оландов кабинет
Пошто је Франсоа Оланд победио на председничким изборима 2012. Макрон је постављен за Заменика генералног секретара Јелисејске палате и економског саветника при Оландовом кабинету. Као члан председниковог кабинета, Макрон је на лето 2012. предложио да се број радних сати у недељи повећа са 35 на 37 до 2014. године. Такође се противио великом повећању пореза за оне са високим приходима које је планирала Оландова влада. Оланд је одбио Макронове предлоге.
Поднео је оставку 10. јуна 2014. због неслагања са неким члановима Оландовог кабинета, и због одлуке да не буде укључен у владу Мануела Валса, као и незадовољства због недостатка утицаја на реформе које је предлагао Оланд.
Одбио је да се кандидује на локалним изборима 2014. у родном граду Амијену.

### Министар економије и финансија
Макрон је 26. августа 2014. постављен је за министра економије и финансија као члан другог кабинета премијера Мануела Валса. Тиме је постао најмлађи француски министар економије још од 1962. године. За разлику од свог претходника на позицији министра финансија, Арноа Монтебура, Макрон је виђен као заговорник Европске уније.
Као министар, Макрон је постао водећа фигура међу онима који су се залагали за доношење про-бизнис реформи. Макронов пакет реформских закона прошао је расправу у парламенту тек након што је Валсова влада активирала члан 49. устава којим се омогућује влади да наметне усвајање закона у парламенту, одмах и без гласања.
Макрон је донео мере којима је повећан власнички удео Француске државе у аутомобилској компанији Рено са 15 на 20%, чиме је држава постала мањински партнер у компанији.
Августа 2015. Макрон је објавио да више није члан социјалистичке партије и да је независан политичар.

#### Макронов закон
Закон који је Макрон предложио већу министара имао је за циљ ублажавање рестрикција за пословање недељом. Између осталог, Макронов закон је предвиђао дерегулацију одређених сектора економије, са циљем оживљавања француске економије.
Није дошло до већих промена у функционисању тржишта рада, а остала је на снази и радна недеља од 35 сати. Такозвани "loi Macron" изазвао је бројне критике и на левици и на десници. Закон је ступио на снагу 10. априла 2015.

### Кандидатура на председничким изборима 2017.
Макрон је постао познат широј јавности након неколико значајнијих гостовања у главним француским медијима током 2015. године. Почео је да држи јавне говоре, и често путовао у иностранство. У међувремену је отворено исказао све веће неслагање са владом Мануела Валса. Оландов председнички мандат био је обележен економском стагнацијом и великим терористичким нападима, услед чега је Оланд постао један од најнепопуларнијих председника у модерној историји Француске.
Након све већих неслагања са Оландом и Валсом, Макрон је основао сопствени политички покрет, En Marche!, 6. априла 2016. у Амијену. Покрет је окарактерисан као либералан и прогресиван и његово оснивање привукло је велику медијску пажњу.
Макрон се залагао за економске реформе које ће омогућити француској да постане конкурентнија, али и реформу француског "склеротичног" политичког система. Покрет је описиван као "трећи пут" и комбинација популизма и неолиберализма. Макронови политички ставови дефинисани су као центристички и снажно проевропски.
Како су се ближили председнички избори, Макрон је 30. августа 2016. поднео оставку на место министра економије и финансија да би се посветио политичком ангажману у новооснованом покрету En Marche!

#### Први круг избора
Макрон је први пут поменуо могућност кандидатуре на председничким изборима 2017. још у априлу 2016. Након што је поднео оставку на место министра, Макрон је званично објавио своју кандидатуру на изборима 16. новембра.
У свом говору, Макрон је позвао на "демократску револуцију" и обећао да ће "деблокирати Француску".
Макронов штаб објавио је децембра 2016. објавио да је прикупљено 3,7 милиона евра из донација, без буџетских средстава.
Према тврдњама француских новинара, Макрон је потрошио 120.000 евра на вечере и састанке са бројним медијским личностима док је био министар.
Макронова кампања уживала је велику медијску пажњу. Више од педесет насловних страна посвећено је искључиво њему, насупрот само неколико посвећених кандидату партије Непокорна Француска, Жан-Луку Меленшону, иако су оба кандидата имала велики број присталица на интернету и моментум током кампање. Макронови против кандидати како на десници тако и на левици, окарактерисали су Макрона као "медијског кандидата". Макрон је пријатељ власника популарних француских новина "Ле Монд" као и бившег власника недељног магазина "L’Obs".
На руку Макрону је ишао избор Франсоа Фијона за кандидата републиканске партије, која уз социјалисте представља једну од две највеће традиционалне политичке партије у Француској. Фијон је на унутарпартијским изборима победио бившег председника Николу Саркозија, као и бившег премијера Алена Жипеа.
Фијон је важио за једног од фаворита, али је услед умешаности у низ скандала изгубио подршку.
Макрон је однео победу у првом кругу председничких избора 23. априла 2017. освојивши 24% гласова. Макрон је добио 8,6 милиона гласова и квалификовао се за други круг са кандидаткињом Националног фронта, Марин ле Пен која је освојила 21,3% гласова.
Обојица кандидата двеју највећих политичких странака, републиканаца и социјалиста, франсоа Фијон и Беноа Хамон подржали су Макрона у другом кругу. Четвртопласирани Жан-Лук Меленшон није подржао ниједног кандидата у другом кругу.

#### Победа у другом кругу против Марин ле Пен
Након победе у првом кругу избора, главни против кандидати подржали су Макрона у другом кругу. Франсоа Оланд такође је подржао Макрона и позвао бираче да гласају за њега. Неколико истакнутих иностраних политичара подржало је Макрона против евроскептичне кандидаткиње Марин ле Пен, укључујући председника Европске комисије Жан Клод Јункера, немачку канцеларку Ангелу Меркел и бившег америчког председника Барака Обаму.
Један од челника Макронове кампање оптужио је Русију да стоји иза "напада" на Макрона. Изборни штаб саопштио је да је био мета "великог и координисаног" хакерског напада, након што су се на интернету појавили процурели документи.
Неколико недеља касније, Директор француске националне агенције за безбедност информационих система, Гијом Пупар, изјавио је да нису пронађени трагови руских хакера у нападу на Макронову председничку кампању.
Претходно је Макронова кампања оптужила РТ (претходно Раша Тудеј) и Спутњик да су извори лажних информација о Макрону.
У другом кругу председничких избора одржаном 7. маја 2017. године, Макрон је однео победу над Марин ле Пен. Макрон је освојио 66.1, док је ле Пенова освојила 33,9% гласова бирача.
Након победе на изборима, Макрон је поднео оставку на место председника покрета En Marche!
Макрон је постао најмлађи председник Француске у модерној историји земље.

## Председник Француске

### Први мандат (2017—2022)
Макрон се квалификовао у други круг избора након првог круга избора 23. априла 2017. У другом кругу председничких избора 7. маја 2017. победио је убедљиво према прелиминарним резултатима, чиме је кандидаткиња Националног фронта, Марин Ле Пен, признала пораз. Са 39 година постао је најмлађи председник у историји Француске и најмлађи шеф француске државе од Наполеона. Он је и први председник Француске рођен након успостављања Пете републике 1958. године.
Макрон је званично постао председник 14. маја. Он је именовао Патрика Стрзоду за свог шефа особља и Исмаела Емелијена за свог специјалног саветника за стратегију, комуникацију и говоре. 15. маја је именовао Едуара Филипа из републиканаца за премијера. Истог дана боравио је у првој званичној посети иностранству, састао се у Берлину са Ангелом Меркел, немачком канцеларком. Двојица лидера су истакли значај односа Француске и Немачке за Европску унију. Они су се сложили да направе „заједничку мапу пута“ за Европу, инсистирајући да ниједно није против промена Уговора Европске уније.
На парламентарним изборима 2017. године, Макронова странка Република у покрету и њени савезници из Демократског покрета обезбедили су удобну већину, освојивши 350 од 577 места. Након што су републиканци изашли као победници избора за Сенат, портпарол владе Кристоф Кастанер је изјавио да су избори били „неуспех“ за његову странку.
Макрон је 3. јула 2020. именовао Жана Кастекса из десног центра за премијера Француске. Кастекс, описан као друштвени конзервативац, био је члан републиканаца. Именовање је описано као „удвостручавање курса који се у економском смислу широко сматра десним центаром“.

### Домаћа политика
У првих неколико месеци на месту председника, Макрон је тражио доношење пакета реформи о јавној етици, законима о раду, порезима и овлашћењима агенција за спровођење закона.

#### Анти-корупција
Као одговор на Пенелопегат, Народна скупштина је усвојила део Макроновог предложеног закона о заустављању масовне корупције у француској политици до јула 2017. године, забрањујући изабраним представницима да запошљавају чланове породице. У међувремену, други део закона о укидању фонда изборне јединице био је заказано за гласање након приговора Сената.
Макронов план да својој жени да званичну улогу у влади нашао се на удару критика које се крећу од тога да је недемократски до онога што критичари виде као контрадикторност његовој борби против непотизма. После онлајн петиције са скоро 290.000 потписа на change.org Макрон је одустао од плана. Народна скупштина је 9. августа усвојила предлог закона о јавној етици, кључној теми Макронове кампање, након дебате о укидању фондова изборне јединице.

#### Политика рада и синдикати
Макрон има за циљ да помери односе синдиката и менаџмента са супротстављених линија тренутног француског система ка флексибилнијем систему заснованом на консензусу по узору на Немачку и Скандинавију. Он је такође обећао да ће деловати против компанија које запошљавају јефтинију радну снагу из источне Европе и да ће заузврат утицати на радна места француских радника, што је назвао "социјалним дампингом". Према Директиви о упућеним радницима из 1996. године, радници из источне Европе могу бити запослени на ограничено време на нивоу плата у источноевропским земљама, што је довело до спора између држава ЕУ.
Француска влада је објавила предложене измене француских радних правила („Code du Travail“), што је међу првим корацима које су Макрон и његова влада предузели да подстакну француску економију. Макронови реформски напори наишли су на отпор неких француских синдиката. Највећи синдикат, ЦФДТ, заузео је помирљив приступ Макроновом притиску и укључио се у преговоре са председником, док је милитантнији ЦГТ непријатељски расположенији према реформама. Макронова министарка рада, Мјуријел Пенико, надгледа напоре.
Народна скупштина, укључујући и Сенат, одобрила је предлог, дозвољавајући влади да олабави закон о раду након преговора са синдикатима и групама послодаваца. Реформе, о којима је разговарано са синдикатима, ограничавају исплате за отказе који се сматрају неправедним и дају компанијама већу слободу да запошљавају и отпуштају запослене, као и да дефинишу прихватљиве услове рада. Председник је 22. септембра потписао пет указа којима се реформишу правила о раду. Владине бројке објављене у октобру 2017. године откривају да је током законодавног притиска на реформу закона о раду стопа незапослености пала за 1,8%, што је највећа од 2001. године.

#### Мигрантска криза
Говорећи о избеглицама и, конкретно, џунгли у Калеу, Макрон је 16. јануара 2018. рекао да неће дозволити да се у Паризу формира још један избеглички камп пре него што изнесе владину политику према имиграцији и азилу. Он је такође најавио планове за убрзавање захтева за азил и депортације, али и за боље смештај избеглица.
Председник Макрон је 23. јуна 2018. рекао: „Реалност је да Европа не доживљава миграциону кризу истих размера као ону коју је доживела 2015.“, „земља попут Италије нема уопште исти миграциони притисак као прошле године Криза коју данас доживљавамо у Европи је политичка криза“. У новембру 2019. године, Макрон је увео нова имиграциона правила како би ограничио број избеглица које стижу у Француску, а истовремено је изјавио да ће „вратити контролу“ над имиграционом политиком.

#### Економска политика
Пјер де Вилије, тадашњи начелник Генералштаба армија, поднео је оставку 19. јула 2017. након сукоба са Макроном. Де Вилије је навео смањење војног буџета од 850 милиона евра као главни разлог за повлачење. Монд је касније известио да је Де Вилије рекао једној посланичкој групи: „Нећу дозволити да ме овако јебу.“ Макрон је именовао Франсоа Лекунтру за Де Вилијерова замену.
Макронова влада је 27. септембра представила свој први буџет, чији су услови смањили порезе као и потрошњу како би се јавни дефицит ускладио са фискалним правилима ЕУ. Буџет је заменио порез на богатство оним који је циљао на некретнине, испуњавајући Макроново предизборно обећање да ће укинути порез на богатство. Пре него што је замењен, порез је прикупљао до 1,5% богатства француских резидената чија је глобална вредност премашила 1,3 милиона евра.
У фебруару 2018. Макрон је најавио план да понуди добровољно отпуштање у покушају даљег укидања радних места у француској државној служби.
У децембру 2019. Макрон је најавио да ће укинути пензиони систем 20. века и увести јединствени национални пензиони систем којим управља држава. У јануару 2020. године, након недеља затварања јавног превоза и вандализма широм Париза против новог пензијског плана, Макрон је угрозио план ревидирањем старосне границе за одлазак у пензију. У фебруару је декретом усвојен ревизија пензија користећи члан 49. француског устава. Међутим, 16. марта 2020. године, Макрон је најавио да ће нацрт закона бити повучен пошто је Француска ушла у блокаду како би успорила ширење КОВИД-19.

#### Тероризам
У јулу 2017, Сенат је одобрио прво читање контроверзног закона са строжим антитерористичким законима, што је обећање Макрона у кампањи. Народна скупштина је 3. октобра изгласала предлог закона 415–127, уз 19 уздржаних. Министар унутрашњих послова Жерар Колом описао је Француску као „још увек у ратном стању“ уочи гласања, при чему се убод ножем у Марсељу 1. октобра догодио два дана пре тога. Сенат је затим усвојио закон у другом читању са разликом од 244 према 22 18. октобра. Касније тог дана Макрон је изјавио да је 13 терористичких завера спречено од почетка 2017. Закон је заменио ванредно стање у Француској и учинио неке од његових одредби трајним.
Предлог закона критиковали су заговорници људских права. Јавна анкета коју је спровео Le Figaro показала је да је 57% испитаника одобрава, иако је 62% мислило да ће задирати у личне слободе.
Закон даје властима проширена овлашћења да претражују домове, ограничавају кретање, блиске богомоље, и претражују подручја око железничких станица и међународних лука и аеродрома. Усвојен је након измјена како би се ријешила забринутост због грађанских слобода. Најкажњеније мере ће се ревидирати сваке године и требало би да престану да важе до краја 2020. године. Макрон је закон потписао 30. октобра 2017. Он је најавио да ће од 1. новембра бити окончано ванредно стање.

#### Грађанска права
Током посете Корзици у фебруару 2018. године, Макрон је изазвао контроверзу када је одбацио жеље корзиканских националиста да корзикански буде службени језик, али је понудио да призна Корзику у француском уставу.
Макрон је такође предложио план за „реорганизацију“ исламске религије у Француској рекавши: „Радимо на структурирању ислама у Француској и на томе како да га објаснимо, што је изузетно важно – мој циљ је да поново откријем шта лежи у срцу од секуларизма, могућност да се може веровати као да не верује, да би се очувала национална кохезија и могућност слободне свести." Он је одбио да открије даље информације о плану.

### Спољна политика и национална одбрана
Макрон је 25. маја 2017. присуствовао бриселском самиту 2017, његовом првом самиту НАТО-а као председник Француске. На самиту се први пут сусрео са америчким председником Доналдом Трампом. Састанак је био широко публициран због руковања између њих двојице, окарактерисана као „борба за власт“.
29. маја 2017. Макрон се састао са Владимиром Путином у Версајској палати. Састанак је изазвао контроверзу када је Макрон осудио Русију данас и Спутњик, оптужујући новинске агенције да су „органи утицаја и пропаганде, да лажу пропаганду“. Макрон је такође позвао на сарадњу у сукобу против ИСИС-а и упозорио да ће Француска одговорити силом у Сирији ако се употреби хемијско оружје. Као одговор на хемијски напад у Думи у Сирији 2018. године, Макрон је усмерио учешће Француске у ваздушним нападима на сајтове сиријске владе, у координацији са Сједињеним Државама и Уједињеним Краљевством.
У свом првом великом спољнополитичком говору 29. августа, председник Макрон је изјавио да је борба против исламистичког тероризма у земљи и иностранству главни приоритет Француске. Макрон је позвао на чврст међународни став како би извршио притисак на Северну Кореју у преговоре, истог дана када је испалила пројектил изнад Јапана. Он је такође потврдио своју подршку иранском нуклеарном споразуму и критиковао владу Венецуеле као "диктатуру". Он је додао да ће своје нове иницијативе о будућности Европске уније објавити након немачких избора у септембру. На 56. Минхенској безбедносној конференцији у фебруару, Макрон је представио своју десетогодишњу визију политике за јачање Европске уније. Макрон је приметио да су већи буџет, интегрисана тржишта капитала, ефикасна одбрамбена политика и брзо доношење одлука кључни за Европу. Он је додао да ослањање на НАТО, а посебно на САД и УК није добро за Европу и да се мора успоставити дијалог са Русијом.
Пре 45. самита Г7 у Бијарицу, у Француској, Макрон је угостио Владимира Путина у Форт де Брегансону, рекавши да „Русија у потпуности припада Европи вредности“. На самом самиту Макрон је позван да присуствује на маргинама. ирански министар спољних послова Џавад Зариф.[потребно је појашњење] Макрон, који је „покушао дипломатски гамбит високог ризика“, сматрао је да би министар спољних послова Ирана могао да ублажи напету ситуацију око иранског нуклеарног програма упркос недавном порасту. у тензијама између Исламске Републике и Сједињених Држава и Британије.
У марту 2019, у време када су Кина-САД економски односи су били узнемирени трговинским ратом који је у току, Макрон и кинески лидер Си Ђинпинг потписали су серију од 15 великих трговинских и пословних споразума у укупној вредности од 40 милијарди евра (45 милијарди америчких долара) који су покривали многе секторе током година. Ово укључује куповину авиона од 30 милијарди евра од Ербаса. Идући даље од ваздухопловства, нови трговински споразум покрио је француски извоз пилетине, приобални ветропарк у Кини изграђен у Француској, француско-кинески фонд за сарадњу, као и милијарде евра суфинансирања између БНП Парибас и Банке Кине. Други планови су укључивали милијарде евра које ће се потрошити на модернизацију кинеских фабрика, као и на изградњу нових бродова.
У јулу 2020, Макрон је позвао на санкције Турској због кршења суверенитета Грчке и Кипра, рекавши да „није прихватљиво да се нарушава и угрожава поморски простор држава чланица (ЕУ)“. Такође је критиковао турску војну интервенцију у Либији. Макрон је рекао да „имамо право да очекујемо више од Турске него од Русије, с обзиром на то да је чланица НАТО-а“.
Године 2021. је пријављено да је Макрон рекао да Северна Ирска није заиста део Уједињеног Краљевства након спорова са британским премијером Борисом Џонсоном око имплементације протокола Северне Ирске. Касније је то негирао, рекавши да је мислио на чињеницу да је Велика Британија одвојена морем од Северне Ирске у односу на границу са Ирским морем.
Француско-САД односи су постали напети у септембру 2021. због последица АУКУС безбедносног пакта између Сједињених Држава, Уједињеног Краљевства и Аустралије. Безбедносни пакт је усмерен на супротстављање кинеској моћи у индо-пацифичком региону. Као део споразума, САД су пристале да Аустралији обезбеде подморнице на нуклеарни погон. Након уласка у АУКУС, аустралијска влада је поништила споразум који је склопила са Француском за обезбеђивање француских подморница на конвенционални погон, што је разбеснело француску владу. Француска је 17. септембра опозвала своје амбасадоре из Аустралије и САД на консултације. Упркос тензијама у прошлости, Француска никада раније није повукла свог амбасадора у Сједињеним Државама. Након разговора између Макрона и америчког председника Џоа Бајдена на захтев овог потоњег, двојица лидера су се сложила да смање билатералне тензије, а Бела кућа је признала да је криза могла да се избегне да је било отворених консултација између савезника.
26. новембра 2021. Макрон и италијански премијер Марио Драги потписали су Квириналски споразум у Квириналској палати у Риму. Уговор је имао за циљ да промовише приближавање и координацију француских и италијанских позиција у питањима европске и спољне политике, безбедности и одбране, миграционе политике, економије, образовања, истраживања, културе и прекограничне сарадње.
Током увода у руску инвазију на Украјину 2022. године, Макрон је разговарао лицем у лице и телефоном са руским председником Владимиром Путином. Током Макронове кампање за реизбор, скоро два месеца након почетка руске инвазије, Макрон је позвао европске лидере да одрже дијалог са Путином.

### Оцене одобрења
Према анкети ИФОП-а за Le Journal du Dimanche, Макрон је започео свој петогодишњи мандат са 62% одобравања, који је порастао на 64% до 24. јуна. Месец дана касније, Макрон је претрпео пад популарности од 10 одсто, највећи на почетку мандата за било ког председника од Жака Ширака 1995. године, а до августа је његова популарност пала за 24 процентна поена од јуна. Ово се приписује његовим недавним сукобима са бившим начелником штаба одбране Пјером де Вилијером, национализацијом бродоградилишта Chantiers de l'Atlantique у власништву банкрота STX Offshore & Shipbuilding, и смањењем стамбених бенефиција.
До краја септембра 2017, седам од десет испитаника рекло је да верује да Емануел Макрон поштује своја предизборна обећања, иако је већина сматрала да је политика коју влада поставља „непоштена“. Макронова популарност је поново нагло пала 2018. године, достигавши око 25% до краја новембра током покрета жутих прслука. Током пандемије КОВИД-19 у Француској, његова популарност је порасла, достигавши 50% на свом највишем нивоу. у јулу 2020. године.

### Афера Бенала
Дана 18. јула 2018, Le Monde је у чланку открио да се члан Макроновог штаба Александар Бенала представљао као полицајац и претукао демонстранта током првомајских демонстрација у Паризу раније ове године и био суспендован на период од 15 дана пре него што је био интерно деградиран. Јелисеј је пропустио да проследи случај јавном тужиоцу и прелиминарна истрага у случају није отворена све до дана након објављивања чланка, а блага казна коју је изрекао Бенали покренула је питања у опозицији да ли је извршна власт намерно одлучила да не обавести јавног тужиоца у складу са законом о кривичном поступку.

### Председничка кампања 2022.
На изборима 2022. године, Макрон је био први актуелни председник који је поново изабран откако је Жак Ширак победио Жан-Мари Ле Пена на изборима 2002. године. Макрон је поново победио Марин Ле Пен у другом кругу, овог пута са већом разликом, са 58,55% гласова према Ле Пеновим 41,45%. Због скоро рекордних уздржаних гласача, ово је представљало 38,52% регистрованих бирача, што је најнижи број од 37,5% Жоржа Помпидуа 1969. године. Француска крајња десница добила је највећи укупан број гласова од почетка Француске Републике, при чему су националистички кандидати (Ле Пен, Земур и Дипон-Ењан) освојили 32,3% гласова у првом кругу, а Ле Пенова рекордних 41,5% гласова. гласова у другом кругу.

### Други мандат (2022—2027)
Иако је друга Макронова инаугурација одржана 7. маја 2022, његов други председнички мандат званично је почео 14. маја 2022.

#### Влада Елизабет Борн
Премијер Жан Кастекс је 16. маја 2022. поднео оставку након 22 месеца на месту шефа владе. Истог дана, председник Макрон је именовао Елизабет Борн у хотелу Матигнон, чиме је постала друга жена премијер у историји Француске после Едит Кресон између 1991. и 1992. Затим је формирала нову владу 20. маја 2022. године.

### Парламентарни избори јуна 2022.
У јуну 2022, месец дана након његовог другог мандата, мање од две недеље пре краја француског председавања Саветом ЕУ и неколико дана након што је позвао гласаче да му предају „чврсту већину“ у контроверзном „говору на асфалту“ , Макрон је изгубио парламентарну већину и враћен му је обешени парламент у другом кругу парламентарних избора 2022: Макронова председничка коалиција, која је имала већину од 115 места на изборима, није успела да достигне праг. За општу већину у Народној скупштини било је потребно 289 места, задржавајући само 251 од 346 колико је имала у претходној скупштини, а 38 мањка од апсолутне већине. Најважније је да су три блиска политичка савезника председника Макрона поражена на изборима: актуелни председник Народне скупштине Ришар Феран, лидер Макронове парламентарне странке ЛРЕМ Кристоф Кастанер и вођа парламентарне групе MoDem Патрик Мињола, чиме су ефективно „обеглавили“ Макронов парламентарни блок и вођство додатно слабљење председникове политичке позиције на територији обесног парламента.
Три владине министрице поднеле су оставке након што су изгубиле своја места: Жустин Бенин (млађи министар за море), Брижит Бургињон (министарка здравља и превенције) и Амели де Моншалин (министарка за еколошку транзицију).
Макронова влада, коју је још увек предводила премијерка Елизабет Борн, реконструисана је почетком јула 2022. године и настављена је као мањинска администрација, након што су преговори са опозиционим лидерима о формирању стабилне већинске владе пропали.

### Домаћи послови
Макронов други председнички мандат почео је са две значајне политичке контроверзе. Неколико сати након што је нова Борнова влада објављена, оптужбе за силовање против новоименованог министра солидарности Дамијена Абада објављене су у јавности, а 28. маја, хаос у финалу УЕФА Лиге шампиона 2022. на Стад де Франс у Сен Денију изазвао критике у земљи и иностранству.
Упркос статусу мањине у законодавном телу након парламентарних избора 2022. године, Макронова влада је усвојила законе за ублажавање кризе трошкова живота, за укидање „ванредног здравственог стања“ из ере КОВИД-а и за оживљавање француског сектора нуклеарне енергије. Међутим, владини предлози су неколико пута поражени у Народној скупштини и до краја 2022. Борнеов кабинет је морао десет пута узастопно да искористи одредбе члана 49.3 Устава како би усвојио Владин буџет за 2023. Безбедносни буџет.

#### Пензиона реформа
У марту 2023. године, Макронова влада је усвојила закон о подизању старосне границе за одлазак у пензију са 62 на 64 године, делимично заобилазећи парламент тако што је поново прибегла члану 49.3 да би прекинула парламентарну ћорсокак. Протести широм земље који су почели када је предлог закона представљен још у јануару појачали су интензитет након што је реформа усвојена без свечаног гласања.

#### Гласање о неповерењу влади Борн
Дана 20. марта 2023. године, Макронов кабинет, на челу са премијерком Борн, преживео је међустраначки захтев за изгласавање неповерења са само девет гласова, што је најмања разлика за такво гласање од 1992. године.
Његова влада је 12. јуна 2023. преживела свој 17. захтев за изгласавање неповерења од почетка 16. сазива; предлог, који је поднела левичарска коалиција НУПЕС, пао је за 50 гласова мање од потребних 289 гласова.

#### Немири Нахела Мерзука
Почетком лета 2023. године, француске власти су се суочиле са нередима након убиства Нахела М, старог 17 година, од стране полицајца током заустављања саобраћаја. Да би смирила широко распрострањене немире, упоредиве по интензитету са француским немирима 2005, Макронова администрација је појачала одговор владе, са укупно 45.000 полицајаца распоређених на терену и наредбом министарства која саветује судове да примењују оштрије казне и убрзане процедуре: ово гушење је довело до преко 1.300 хапшења само четврте ноћи немира, чиме је укупан број хапшења од почетка немира 1. јула достигао преко 2.000.

#### Реконструкција владе 2023.
Макрон је 20. јула 2023. извршио реконструкцију владе на крају „сто дана смиривања и акције“ на које је позвао у априлу 2023. након насилних протеста око усвајања реформе његовог пензионог система. Пап Ндиајe и Марлен Шијапа су отпуштени као део реконструкције.

#### Одбрамбена политика
Макрон је 1. августа 2023. године потписао закон о вишегодишњем војном планирању, који је поставио основу за повећање војне потрошње од 40% на укупно 413 милијарди евра између 2024. и 2030. године, након што га је усвојио француски парламент. 13. јула 2023. године.

#### Имиграциона политика
У фебруару 2023. године, Макронова влада је представила закон о имиграцији и азилу који има за циљ уклањање заштитних мера за депортацију, убрзање процеса подношења захтева за азил и имиграционе парнице, уз истовремено олакшавање легализације радника без докумената. Његова влада је касније повукла нацрт закона због страха од пораза у Парламенту, уместо тога планирајући да одржи разговоре са странком десног центра ЛР пре него што поново унесе закон на јесен.
У августу 2023. године, у подужем интервјуу недељнику Le Point, Макрон је рекао да Француска „мора значајно да смањи имиграцију, почевши од илегалне имиграције“, јер „тренутна ситуација није одржива“.
Дана 11. децембра 2023. године, „главни“ закон о имиграцији који је представила Макронова влада неочекивано је поражен након уског проласка предлога за прелиминарну смену у Народној скупштини. Политички коментатори и новински медији описали су гласање као „спектакуларан дебакл“, који је на крају изазвао велику политичку кризу за Макронову мањинску администрацију.
У настојању да спасе нацрт закона, Макронова влада је послала нацрт закона заједничком парламентарном одбору: то је резултирало договором са Сенатом под контролом конзервативаца о драстично ојачаном закону. Француски парламент је 19. децембра 2023. усвојио закон захваљујући подршци конзервативних парламентарних група ЛР и крајње деснице РН и упркос великој побуни Макронове сопствене коалиције и министара. Министар здравља Орељен Русо, кога је Макрон именовао у владу само 6 месеци раније, поднео је оставку убрзо након гласања.

#### Уставна реформа
На 65. годишњицу француског устава 4. октобра 2023. године, Макрон је открио путеве за уставну реформу: проширење делокруга и ублажавање правила за референдуме; уписивање права на абортус и заштиту климе у Устав; повећање нивоа територијалне деволуције; дајући неки облик политичке аутономије Корзици и Новој Каледонији.
Дана 4. марта 2024, на заједничкој седници француског парламента усвојен је уставни амандман који је подржао Макрон да би се абортус заштитио као „загарантована слобода“ у Уставу. То је представљало прву уставну реформу од 2008. и прву откако је Макрон преузео дужност 2017. године.

#### Влада Габријела Атала
У јануару 2024. године, након владине кризе изазване усвајањем „контроверзног“ закона о имиграцији, Макрон је затражио од премијерке Елизабет Борн да поднесе оставку и потом је заменио министром образовања Габријелом Аталом, чиме је постао најмлађи шеф владе у француској историји и први отворени хомосексуалац који је икада обављао тај посао.
Нови Аталов кабинет је нашироко описан као влада са највише деснице од почетка Макроновог председништва: од 14 министара које су 11. јануара 2024. именовали Макрон и Атал, 57% су бивши чланови конзервативне странке УМП/ЛР, док су истакнути левичарски министри одлазеће Борнове владе смењени, потези описани као указују на приметан нагиб удесно.

#### Економија
У фебруару 2024. године, усред успоравања економског раста и разочаравајућих цифара незапослености, Макронова влада је представила 10 милијарди евра хитног смањења потрошње како би задржала свој циљ дефицита за 2024. годину.
Месец дана касније, Макрон је сазвао „кризни састанак“ да би разговарао о стању јавних финансија Француске усред извештаја који показују да је влада у великој мери пропустила своје фискалне циљеве за 2023. годину, са дефицитом већим од предвиђеног, доводећи кредитни рејтинг земље у ризик од надоградити.

### Спољни послови
Макрон је 16. јуна 2022. посетио Украјину заједно са немачким канцеларом Олафом Шолцом и италијанским премијером Мариом Драгијем. Он се састао са украјинским председником Володимиром Зеленским и изразио „европско јединство“ за Украјину. Он је рекао да су народи који су остали неутрални у руско-украјинском рату направили историјску грешку и били саучесници у новом империјализму.
У септембру 2022. године, Макрон је критиковао Сједињене Државе, Норвешку и друге „пријатељске” државе снабдеваче природним гасом због изузетно високих цена њихових снабдевања, рекавши у октобру 2022. да Европљани „плаћају четири пута више од цене коју продајете ваша индустрија није баш смисао пријатељства.“
Макрон и његова супруга присуствовали су државној сахрани краљице Елизабете II у Вестминстерској опатији у Лондону 19. септембра 2022. и крунисању краља Чарлса III следеће године.
Макрон је 23. октобра 2022. постао први страни лидер који се састао са новим италијанским премијером Ђорђом Мелони, само дан након што су она и њени министри положили заклетву.
Током самита у Кини са председницом Европске комисије Урзулом фон дер Лајен, који је укључивао и формални састанак са Си Ђинпингом, генералним секретаром Комунистичке партије Кине и председником Кине, Макрон је позвао Европу да смањи своју зависност од Сједињених Држава уопште. и да остане неутралан и избегне да буде увучен у било какву могућу конфронтацију између САД и Кине око Тајвана. Говорећи након тродневне државне посете Кини, Макрон је истакао своју теорију стратешке аутономије, сугеришући да би Европа могла да постане „трећа суперсила”. Он је тврдио да би Европа требало да се фокусира на јачање сопствене одбрамбене индустрије и додатно смањи своју зависност од америчког долара (USD). у накнадном говору у Хагу како би даље изложио своју визију стратешке аутономије за Европу. Дана 7. јуна 2023, извештај паневропског труста мозгова Европског савета за спољне односе (ЕЦФР) утврдио је да се већина Европљана слаже са Макроновим ставовима о Кини и Сједињеним Државама.
У јануару 2023. је за француски Le Point изјавио да се Француска неће извињавати Алжиру за колонизацију. Током председничких избора 2017. је назвао окупацију злочином против човечности, али је касније и изјављивао да не зна да ли је Алжир постојао као нација пре колонизације. Председнику Алжира Абделмаџиду Тебунеу је предложио да заједно посете гробове борца против колонијализма Абделкадера и његових сарадника, који су сахрањени у Амбоазу у централној Француској.
У фебруару 2023. пожелео је добродошлицу етиопском премијеру Абију Ахмеду у Паризу како би нормализовао односе између Француске и Етиопије, затегнуте Тигрејским ратом између етиопске владе и Тиграјевих побуњеника.
Макрон је 31. маја 2023. посетио GLOBSEC форум у Братислави, где је поново одржао говор о европском суверенитету. Током сесије питања и одговора која је уследила након говора у Братислави, он је рекао да ће преговори са Путином можда морати да имају приоритет над било којим трибуналом за ратне злочине који неки други, укључујући Зеленског, желе да виде.
Макрон је 12. јуна 2023. обећао да ће испоручити више муниције, оружја и наоружаних возила како би помогао украјинским снагама у контраофанзиви која је у току за ослобађање југоистока Украјине под руском окупацијом. На самиту НАТО-а у Виљњусу, обећао је да ће Украјини испоручити крстареће ракете дугог домета Скалп за гађање руских циљева дубоко иза линија фронта. Он је 10. новембра 2023. рекао да је оно што Русија ради у Украјини „империјализам и колонијализам“ и да је „дужност“ Француске и других земаља да помогну Украјини да се одбрани, али је додао да ће можда доћи време за поштен мир. преговоре и проналажење решења са Русијом.
У јуну 2023. Макрон је био домаћин глобалне конференције о климатским финансијама коју су многи описали као нову конференцију у Бретон Вудсу. Сврха је да се глобална економија прилагоди савременим претњама климатских промена и глади. Један од предлога је да се земљама са ниским приходима понуди помоћ уместо кредита како би могле да искористе свој ресурс за заустављање климатских промена и сиромаштва уместо плаћања дуга. Макрон је подржао ту идеју, али је климатски активиста из Уганде приметио да су обећања бесмислена ако Макрон у исто време подржава пројекте попут источноафричког нафтовода, који представља велику претњу клими и води за пиће 40 милиона људи. На самиту Макрон је предложио међународни порески систем и реструктурирање дуга, али је нагласио да то може имати ефекта само уз међународну сарадњу.
У јулу 2023. Макрон је одложио планирану државну посету Немачкој због текућих нереда Нахела М.
Октобра 2023. Макрон је осудио Хамасове акције током рата између Израела и Хамаса и изразио подршку Израелу и његовом праву на самоодбрану. Он је критиковао Иран због његове подршке Хамасу. Макрон је 24. октобра посетио Израел да изрази солидарност са земљом. Он је рекао да коалиција против ИСИЛ-а треба да се бори и против Хамаса. Он је 10. новембра 2023. позвао на прекид ватре и позвао Израел да престане да бомбардује Газу и убија цивиле. У јануару 2024. оптужио је Хамас да користи палестинске цивиле као живи штит и рекао да Израел има право да се брани.
У фебруару 2024, током састанка са другим европским државама, Макрон је изазвао контроверзу предлажући слање копнених трупа у Украјину.
У марту 2024. Макрон је бранио Свеобухватни економски и трговински споразум (ЦЕТА) између Канаде и ЕУ, означивши споразум као „веома добар договор“, након што је француски Сенат гласао против његове ратификације.
У марту 2024. Макрон и бразилски председник Луиз Инасио Лула да Силва договорили су се о сарадњи између Бразила и Француске на различитим еколошким питањима, укључујући пренос 1,1 милијарде долара за очување амазонске прашуме.